# Esengeldi Żałğasbajew
Esengeldi Żałğasbajew (kaz. Есенгелді Жалғасбаев) – kazachski zapaśnik walczący w stylu klasycznym. Zajął piąte miejsce na mistrzostwach Azji w 2011 i 2014. Siódmy w Pucharze Świata w 2014 roku.